# 視程計
視程計（していけい, 英:transmissometer）とは、大気の消光率または光透過率を測定し、視程を測るために用いる器具。視程測定に用いるものを視程計、その他の用途に用いるものを透過率計といって呼び分けるが、原理はほとんど同じである。

## 概要

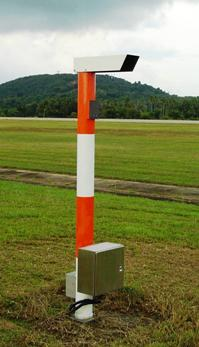
滑走路視距離(RVR)を計測する視程計

投光器から、幅の狭い視準化されたビーム（通常はレーザー）を発射し、大気中を通過後、減衰して受光器に到達したビームを測定する。測定する視程の種類により、直達式と散乱式の2種類に分けられる。透過率は光の波長に依存するが、一般的に可視光線の中域に相当する550nmの光を用いる。これは、計測結果を目視観測に近づける狙いがある。
直達式は、直線上に投光器と受光器を置き、散乱光等を含めない直進した光のみを測定する。目視に近い結果が得られるが、投受光機の設置間隔が数百mと広い場所が必要となるため、設置が難しい場合がある。
散乱式は、投光器の発射した光の斜め前方（送信角と受信角が鈍角）や斜め後方（送信角と受信角が鋭角）に受光器を置き、散乱光・反射光を測定する。投受光器の設置間隔が短くて済む（同一機器内に収まる場合もある）ので設置場所を選ばないという特徴がある。投受光器の位置関係の違いにより、雨粒・エアロゾル粒子などの大きさを測定して視程障害の原因を分析する装置もあれば、直達式に近い値を得られる装置もある。
視程計によって得られた視程は、気象光学距離(MOR, Meteorological Optical Range)という。WMOは、2700Kの白熱灯相当のビームがの5%にまで減少する距離と定義している。
空港においては、飛行機の離着陸を判断する際に視程の情報が必要となる。主に計器進入の際に必要な情報で、滑走路視距離(RVR)と呼ばれる。滑走路視距離を計測するための視程計は滑走路視距離計といい、滑走路の片側に1～3セット程度設置される。